# Venus de Laussel
La Venus de Laussel o Dama del Cuerno es una de las obras básicas para comprender el arte paleolítico tallada en piedra caliza. Fue descubierta en el año 1911 por el doctor Lalanne en la localidad de Marquay, Dordoña, Francia. De unas dimensiones que no llegan a los 50 centímetros de altura y un grosor de 36 centímetros. Data de una antigüedad de 25.000 años. Actualmente se encuentra en el Musée d'Aquitaine (Museo de Aquitania) en Burdeos.

## Descripción
Su descubridor describe así a la mujer del cuerno: 

Es una estatuilla esculpida en un bloque de piedra caliza dura; representa a una mujer desnuda, que en su mano derecha sostiene un cuerno de bisonte. La figura mide 46 cm de altura. La cabeza, aunque en gran parte separada del fondo, no presenta indicios de rostro. A pesar de ello, se observa que fue tallada de perfil ..... El cuello es alargado y está claramente definido. Del pecho brotan elegantemente dos senos largos y colgantes, de forma oval. El vientre es algo pronunciado, pero bien proporcionado y ligeramente caído ... El brazo derecho cae con naturalidad junto al tronco, pero el antebrazo se alza hasta la altura del hombro, donde la mano sostiene un cuerno de bisonte. Todo el cuerpo está pulido, excepto la cabeza...

A esta descripción hay que añadir que la plaqueta de piedra tenía muchos restos de ocre y que ciertos investigadores han creído ver trece hoyuelos rodeando la silueta de la mujer, y que podrían simbolizar un año lunar o menstrual.

## Datación
No es posible datar con seguridad la estatuilla, porque las excavaciones tan antiguas no eran muy cuidadosas con la estratigrafía. Sin embargo, en la publicación se señalan numerosos niveles arqueológicos, de los cuales los tres más profundos eran musterienses, y sobre ellos había un nivel châtelperroniense cubierto por un nivel auriñaciense que contenía numerosos bloques con decoración bastante toscos (plaquetas de piedra con grabados de vulvas, falos, etc.).
Por otra parte, los famosos bajorrelieves provenían de niveles gravetienses y solutrenses antiguos que ocupaban el techo de la secuencia e iban acompañados de industria lítica y ósea (puntas de muesca hojas con retoque inverso...). Los relieves incluyen representaciones de varios animales y cinco con antropomorofos, uno representaba a un hombre itifálico de aspecto confuso y fantasmal (muy parecido a los grabados de Roc-de-Sers) y los otros cuatro son mujeres; entre ellos la famosa venus y otra que parece su enantiomorfa (imagen especular), en peor estado, que fue robada y vendida ilegalmente al Museo de Berlín. Esta figura también parece sostener un cuerno de bisonte, aunque es más dudoso. Así pues, la edad de la «Dama del Cuerno» está entre el final del Gravetiense y la transición al Solutrense, es decir, lo que denominaríamos «Inter-graveto-solutrense». Esta datación es la misma que la de las venus de Kostienki, Willendorf o Lespugue.

## Interpretación
Según Leroi-Gourhan estaríamos ante dos símbolos complementarios femeninos, el bisonte y las mujeres, el hombre. Otras interpretaciones más tradicionales, en cambio, relacionan a la «Dama del Cuerno de Laussel»  con una diosa de la fertilidad, en la que el cuerno representaría la cornucopia de la abundancia, los agujeros de la menstruación simbolizarían el ciclo de la naturaleza, y la mujer ofrece su vientre, sus senos y su vulva como generadores de vida. Esta explicación resulta muy accesible al gran público por lo que es muy aceptada, pero peca de presentista.